# Sesto Calende
Sesto Calende je italská obec v provincii Varese v oblasti Lombardie. Obec leží na břehu jezera Lago Maggiore.
K 31. prosinci 2011 zde žilo 10 973 obyvatel.

## Sousední obce
Angera, Cadrezzate, Castelletto sopra Ticino (NO), Comabbio, Dormelletto (NO), Golasecca, Mercallo, Osmate, Taino, Vergiate